# مزيد الدوسري
مزيد الدوسري (مواليد 9 نوفمبر 1988) هو لاعب كرة قدم سعودي .
مثل سابقاً في أندية هجر والجيل و الدرعية والعدالة.

## وصلات خارجية
- مزيد الدوسري